# Gioseni
Gioseni est une commune roumaine située dans le județ de Bacău.